# Estação Facultad de Medicina
A Estação Facultad de Medicina é uma das estações do Metro de Buenos Aires, situada em Buenos Aires, entre a Estação Callao e a Estação Pueyrredón. Faz parte da Linha D.
Foi inaugurada em 10 de junho de 1938. Localiza-se no cruzamento da Avenida Córdoba com a Rua Presidente José Evaristo Uriburu. Atende os bairros de Balvanera e Recoleta.